# Альблиген
Альблиген (нем. Albligen) — бывшая коммуна в Швейцарии, в кантоне Берн. С 1 января 2011 года объединена с коммуной Валерн в новую коммуну Шварценбург.
До 2009 года входила в состав округа Шварценбург, с 2010 года - в округ Берн-Миттельланд. Население составляет 476 человек (на 31 декабря 2006 года). Официальный код — 0851.